# Hans Wolf
Hans Joachim Wolf (nascido em 8 de setembro de 1940) é um ex-ciclista olímpico estadunidense nascido natural da Alemanha. Wolf representou os Estados Unidos na prova de perseguição por equipes (4.000) nos Jogos Olímpicos de Verão de 1964.